# Bidessonotus inigmaticus
Bidessonotus inigmaticus är en skalbaggsart som beskrevs av Young 1990. Bidessonotus inigmaticus ingår i släktet Bidessonotus och familjen dykare. Inga underarter finns listade i Catalogue of Life.